# 仁科村
仁科村（にしなむら）は静岡県の東部、那賀郡・賀茂郡に属していた村である。現在の西伊豆町南部にあたる。

## 地理
- 山：大昌山、長九郎山、十郎左衛門、猿山
- 河川：那賀川

## 歴史
- 1889年（明治22年）4月1日 - 町村制の施行により、浜村、一色村、中村、大沢里村が合併して那賀郡仁科村が発足。
- 1896年（明治29年）4月1日 - 郡制の施行により所属郡が賀茂郡に変更。
- 1956年（昭和31年）3月31日 - 田子村と合併して西伊豆町が発足。同日仁科村廃止。

## 名所・旧跡・観光スポット・祭事・催事
- 堂ヶ島温泉
- 浮島温泉
- 祢宜畑温泉

## 出身の人物
- 堤達男（彫刻家）